# Bunul meu vecin Sam
Bunul meu vecin Sam  (titlul original: în engleză Good Neighbor Sam) este un film de comedie american, realizat în 1964 de regizorul David Swift, după romanul omonim a scriitorului Jack Finney, protagoniști fiind actorii Jack Lemmon, Romy Schneider, Dorothy Provine și Mike Connors. 

## Rezumat
Sam Bissell lucrează într-un studio de publicitate, are două fiice și o soție pe care o iubește enorm, Min. Un client extrem de important, Simon Nurdlinger, amenință cu atribuirea unei campanii publicitare unei alte agenții, considerând că nu există „adevărați bărbați familiști” în Compania lui Sam. Șeful lui Sam, domnul Burke, prezintă pe Sam importantului client, care convins, încheie contractul pentru publicitate pentru lapte. Bucuros că a fost promovat ca director cu această ocazie, Sam vrea să sărbătorească cu soția sa evenimentul.  Acasă, o cunoaște pe Janet, o bună prietenă a lui Min, care vrând să se despartă de soțul ei Howard, s-a mutat tocmai în casa vecină. O ocazie tocmai bună ca să sărbătorească împreună. 
Janet este o franțuzoaică frumoasă și acum este fericită să fie din nou liberă. De curând a moștenit o uriașă sumă de bani lăsată de bunicul ei, dar cu condiția ca ea să fie măritată cu Howard. Legile statului California  recunosc divorțul doar după șase luni, deci din acest punct de vedere încă fiind căsătorită, se decide să ascundă rudelor sale că nu mai e împreună cu Howard, altfel moștenirea revine rudelor. Verii lui Janet, Irene și Jack, făcând acesteia o vizită inopinată, îl confundă pe Sam cu Howard. Sam va trebui să continue să  joace acest rol de soț al ei, făcându-i chiar plăcere, până când Janet va intra în posesia moștenirii. Janet ducându-l pe Sam cu mașina la servici, șefii lui, domnul Burke și domnul Nurdlinger îi văd și cred că Janet este de fapt soția lui. Pentru a nu-l pune în dificultate și crea la servici neplăceri, Janet se preface a fi soția. Situația începe să se complice atunci când verii Irene și Jack angajează un detectiv privat, să-i urmărească pe Sam și Janet și când Howard apare și el pentru a rămâne cu Janet... 

## Distribuție
- Jack Lemmon – Sam Bissell
- Romy Schneider – Janet Lagerlof
- Dorothy Provine – Minerva Bissell
- Mike Connors – Howard Ebbets
- Edward Andrews – dl. Burke
- Louis Nye – Reinhold Shiffner
- Robert Q. Lewis – Earl
- Joyce Jameson – Girl
- Anne Seymour – Irene
- Charles Lane – Jack Bailey
- Linda Watkins – Edna
- Peter Hobbs – Phil Reisner
- Tris Coffin – Sonny Blatchford
- Neil Hamilton – Larry Boling
- Riza Royce – Miss Halverson
- William Forrest – Millard Mellner
- The Hi-Lo's – ei înșiși
- Edward G. Robinson – Simon Nurdlinger
- Bess Flowers – dna. Burke (ultimul ei film)